# Wang Lanjing
Wang Lanjing (Zhejiang, 10 de maio de 2005) é uma ginasta rítmica chinesa.

## Vida pessoal
Ela começou no esporte por volta dos cinco anos na Escola de Esportes Hangzhou Chenjinglun, depois de ser observada pelos treinadores Zhang Rongying e Deng Wanjie, que visitaram seu jardim de infância para recrutar ginastas em potencial.

## Carreira
Em 2022 ela ganhou o bronze no individual geral e a prata com 5 aros na Copa do Mundo de Pesaro. Em setembro ela foi selecionada junto com Guo Qiqi, Hao Tin, Huang Zhangjiayang, Pu Yanzhu e os individuais Yue Zhao e Zhao Yating para o Campeonato Mundial em Sófia, terminando em 12º em equipes, 7º no individual geral e com 5 aros e 4º com 3 fitas e 2 bolas.
Na Copa do Mundo de 2023 em Tashkent, o grupo conquistou o ouro no individual geral e nas duas finais pares. Semanas depois, ela ganhou o ouro no individual geral e a prata nas duas finais do evento em Baku. De 31 de maio a 3 de junho o grupo disputou o Campeonato Asiático em Manila, conquistando o bronze em equipes junto aos indivíduos Wang Zilu, Zhao Yating e Zhao Yue, ouro no individual geral, com 5 aros e com 3 fitas e 2 bolas. Em julho ela viajou para Milão para a última Copa do Mundo da temporada, conquistando o bronze no individual geral e com 3 fitas e 2 bolas no final de agosto Lanjing foi selecionado para o Campeonato Mundial em Valência, ganhando a prata no individual geral e com 3 fitas e 2 bolas, além de um histórico. medalha de ouro com 5 aros.
Nos Jogos Olímpicos de Verão de 2024, em Paris, conquistou a medalha de ouro na competição de grupos da ginástica rítmica, ao lado de Guo Qiqi, Hao Ting, Huang Zhangjiayang e Ding Xinyi.